# Raphael Patai
Raphael Patai, né le 22 novembre 1910 à Budapest et mort le 20 juillet 1996 à Tucson, en Arizona, est un anthropologue, ethnologue, historien, bibliste et hébraïsant juif américain d'origine hongroise.

## Biographie

### Origines
Ervin György dit Raphael Patai est le fils du poète juif hongrois et éditeur József Patai (1882-1953) et de l'écrivain et poétesse Édith Ehrenfeld-Patai (1889-1976), issue d'une famille comptant parmi les sommités talmudiques. Son père est alors une figure importante du monde littéraire juif hongrois, publiant par exemple deux anthologies de poésie hongroise mais aussi une version hongroise de poésies juives de différentes époques. Il est également l'auteur de nombre de publications sionistes, d'une biographie de Theodor Herzl et d'une Histoire des Juifs de Hongrie. József Patai est à l'origine d'une association sioniste de soutien à l'installation des Juifs en Palestine mandataire. Cet environnement familial érudit le prédispose ainsi à un accomplissement intellectuel et académique.
Lors de ses études au collège juif de Budapest, Patai découvre, à l'âge de 14 ans, Totem et tabou de Sigmund Freud qui lui fera découvrir plusieurs grands noms de la recherche anthropologique comme Edward Westermarck, Herbert Spencer, Edward Tylor et, surtout, James George Frazer, père de l'anthropologie religieuse et la mythologie comparée, dont Le Rameau d'or l'influencera durablement.

### Cursus académique
Après le collège, Raphael Patai combine les cours de l'université de Budapest avec des études sémitiques au séminaire de théologie juive, notamment en 1930-31 au séminaire de théologie juive de Breslau, alors en Silésie allemande. À sa formation linguistique déjà riche du hongrois, de l'allemand et de l'hébreu, il ajoute l'arabe, le persan, le syriaque et le grec ancien. Après avoir obtenu un doctorat à Budapest, il quitte la ville en 1933 - sa carrière étant compromise par la montée antisémite qui gangrène progressivement la ville - pour s'installer en Palestine où il obtient un diplôme de l'université hébraïque de Jérusalem en 1936.
Après un bref retour à Budapest pour obtenir l'ordination au séminaire rabbinique, à partir de 1938, il enseigne l'hébreu à l'université hébraïque de Jérusalem puis, en 1942 et 1943 devient secrétaire d'académie au Technion de Haïfa. En 1944, il fonde l'Institut palestinien de folklore et d'ethnologie, exemple unique de recherche ethnologiques en Palestine mandataire, inspiré des travaux de Max Grunwald sur le folklore et auquel collaboreront des figures importantes comme le rabbin sépharade Ben-Zion Meir Hai Uziel ou encore Yitzhak Ben-Zvi qui deviendra président de l'État d'Israël, au cours de la courte existence de l'institut qui cesse ses activités en 1948.
Manquant de financements pour ses recherches pionnières, Raphael Patai s'installe aux États-Unis, en 1947, où il a obtenu un appui de la Wenner-Gren Anthropological Foundation. Naturalisé américain en 1952, il enseigne l’anthropologie au Dropsie College à Philadelphie jusqu'en 1957. Il occupe également un poste de chargé de cours en anthropologie à l'université de New York de 1951 à 1953. À partir de 1956 et jusqu'en 1971, il devient directeur de recherches à l'Institut Herzl de New York et deviendra éditeur pour Herzl Press. De 1966 à 1976, il occupe une chaire d’anthropologie à la Fairleigh Dickinson University dans le New Jersey où il achève sa carrière académique.

### Œuvre et travaux
Si ses travaux portent sur des sujets d'une grande diversité, l'essentiel de ses recherches portent sur deux champs d'investigations plus particuliers; d'une part la culture des anciens Hébreux et Juifs et, d'autre part, sur l'anthropologie du Moyen-Orient moderne, y compris Israël. Ces recherches seront l'objet de plusieurs centaines d'articles et d'une vingtaine d'ouvrages. Raphael Patai est en outre l'éditeur de plusieurs publications importantes comme le journal de Herzl, une encyclopédie sur le Sionisme et Israël (1971) ainsi qu'une série de manuels sur la Syrie, la Jordanie et le Liban modernes, à partir de recherches comparatives demandées par les Nations unies à l'Human Relations Area Files.
Il entretient une collaboration étroite et une longue amitié avec l'écrivain et érudit Robert Graves qu'il relate dans Robert Graves and the Hebrew Myths : A Collaboration, allusion à leur ouvrage commun Hebrew myths : The book of Genesis publié en 1963 et qui connait de nombreuses traductions et rééditions. Témoignant d'une arabophilie dont il est porteur depuis ses jeunes années et qu'il revendique, il publie The Arab Mind (L’Esprit Arabe) en 1972 poursuivant l'objectif de construire des ponts entre les cultures, particulièrement entre le judaïsme et l'islam. 
Raphael Patai est également l'auteur d'un récit auto-biographique, Apprentice in Budapest (Apprenti à Budapert) (1988), sous-titré Memories of a world that is no more (Souvenir d'un monde qui n'est plus). Peu avant sa mort, il met le point final à un ouvrage monumental sur l'histoire des Juifs de Hongrie (The Jews of Hungary : history, culture and psychology). Il meurt le 20 juillet 1996 à Tucson des suites d'un cancer.

### Vie privée
Raphael a pour frère Shaul Patai (1918–1998) qui a enseigné la chimie à l'université hébraïque de Jérusalem. Marié à quatre reprises, Raphael Patai est le père de deux filles, Jennifer ainsi que la linguiste et intellectuelle féministe Daphne Patai, née en 1943.

### Distinctions
Raphael Patai reçoit le prix Bialik en 1936, décerné pour récompenser la recherche innovante en littérature hébraïque.

### Sur Raphael Patai
- (en) Victor D.Sanua (éd.), Fields of offerings : Studies in honor of Raphael Patai, éd. Fairleigh Dickinson University Press, 1983

### Publications de Raphael Patai

#### Ouvrages personnels
Les ouvrages de R. Patai ont été plusieurs fois réédités. Cet extrait bibliographique mentionne les éditions les plus récentes.
- (en) The Arab Mind, nouvelle édityion introduite par Norvell de Atkine, éd. Hatherleigh Press, 2002
- (en) Between Budapest and Jerusalem : The Patai Letters, 1933-1938, éd. Lexington Books, 2000
- (en) Arab folktales from Palestine and Israel, éd. Wayne State University Press, 1998
- (en) The children of Noah: Jewish seafaring in ancient times, éd. Princeton University Press, 1998
- (en) Jadåid al-Islām : The Jewish « new Muslims » of Meshhed, éd. Wayne State University Press, 1997
- (en) The Jewish mind, éd. Wayne State University Press , 1996
- (en) The Jews of Hungary : History, culture, psychology, éd. Wayne State University Press, 1996
- (en) The Jewish Alchemists: A history and source book, éd. Princeton University Press, 1994, extraits en ligne
- (en) The Hebrew Goddess, éd. Wayne State University Press, 1990
- (en) Gates to the Old City : A book of Jewish legends, éd. J. Aronson, 1988
- (en) Apprentice in Budapest : Memories of a world that is no more, éd. University of Utah Press, 1988
- (en) Ignaz Goldziher and his Oriental diary : A translation and psychological portrait, éd. Wayne State University Press, 1987
- (en) Nahum Goldmann: His missions to the Gentiles, éd. University of Alabama Press, 1987
- (en) The Kingdom of Jordan, éd. Greenwood Press, 1984
- (en) The seed of Abraham: Jews and Arabs in contact and conflict, éd. Scribner, 1987
- (en) On Jewish folklore, éd. Wayne State University Press, 1983
- (en) Gates to the Old City : A book of Jewish legends, éd. Wayne State University Press, 1981
- (en) The Messiah texts, éd. Wayne State University Press, 1979
- (en) Jordan, Lebanon, and Syria : An annotated bibliographyéd. Greenwood Press, 1973
- (en) Tents of Jacob : The Diaspora, yesterday and today, éd. Prentice Hall, 1971
- (en) Encyclopedia of Zionism and Israel, éd. Herzl Press, 1971
- (en) Essays in Zionist history and thought, éd. Herzl Press, 1971
- (en) Golden River to Golden Road : Society, culture, and change in the Middle East, éd. University of Pennsylvania Press, 1967
- (en) Women in the modern world., éd. Free Press, 1967
- (en) Sex and the Family in the Bible and the Middle East, éd. Doubleday, 1959
- (en) Man and Temple in Ancient Jewish Myth and Ritual, éd. Nelson, 1947

#### Ouvrages collectifs
- (en) József Patai et Raphael Patai, Souls and secrets : Hasidic stories, éd. J. Aronson, 1995
- (en) Raphael Patai et Emanuel S. Goldsmith, Events and movements in Modern Judaism. éd. Paragon House, 1995
- (en) Raphael Patai et Emanuel S. Goldsmith, Thinkers and teachers of modern Judaism, éd. Paragon House, 1994
- (en) Erich Brauer et Raphael Patai, The Jews of Kurdistan, éd. Wayne State University Press, 1993
- (en) Raphael Patai et Jennifer Patai, The myth of the Jewish race. éd. Wayne State University Press, 1989
- (en) Robert Graves et Raphael Patai, Hebrew myths : The book of Genesis, éd. Greenwich House, 1983
- (en) Raphael Patai, Eugene Rosow et Vivian Kleiman, The vanished worlds of Jewry, éd. Weidenfeld and Nicolson, 1981
- (en) Raphael Patai, Francis Lee Utley et and Dov Noy (éds.), Studies in Biblical and Jewish folklore, éd. Haskell House Publishers, 1973